# Tu-334
Tu-334 (ros. Ту-334) – rosyjski samolot pasażerski średniego zasięgu, który został opracowany z myślą o zastąpieniu starzejących się maszyn Tu-134 i Jak-42. Konstrukcja opiera się na samolocie Tu-204, w której zmniejszono kadłub oraz skrzydła. Silniki samolotu zamontowano z tyłu kadłuba. W 2009 roku podjęto decyzję o zamknięciu projektu.

## Projekt
Nad Tu-334 zaczęto pracować na początku lat 90, jednak projekt realizowany był w wolnym tempie ze względu na kłopoty finansowe po rozpadzie ZSRR. Samolot został oblatany dopiero 8 lutego 1999. Po oblocie projekt nadal wolno się rozwijał z powodu kłopotów finansowych, wówczas certyfikacja i rozpoczęcie produkcji seryjnej samolotu zostały opóźnione. Według Tupolewa około 100 linii zgłosiło zainteresowanie samolotem, składając zamówienie na Tu-334. 31 lipca 2008 dyrektor w przedsiębiorstwie Tupolewa Siergiej Iljuszenkow ogłosił, że produkcja seryjna ruszy najpóźniej w styczniu 2009, jednak ostatecznie projekt zamknięto.

### Specyfikacja
| Wersja                          | Tu-334-100         | Tu-334-100D        | Tu-334-120D             | Tu-334-200 (Tu-354) | Tu-334-220 (Tu-354)     |
| ------------------------------- | ------------------ | ------------------ | ----------------------- | ------------------- | ----------------------- |
| Długość                         | 31,26 m            | 31,26 m            | 31,26 m                 | 35 m                | 35 m                    |
| Rozpiętość skrzydeł             | 29,7 m             | 32,61 m            | 32,61 m                 | 32,61 m             | 32,61 m                 |
| Wysokość                        | 9,38 m             | 9,38 m             | 9,38 m                  | 9,38 m              | 9,38 m                  |
| Powierzchnia skrzydeł           | 83,2 m²            | 100 m²             | 100 m²                  | 100 m²              | 100 m²                  |
| Skos skrzydła                   | 24,0°              | 24,0°              | 24,0°                   | 24,0°               | 24,0°                   |
| Masa własna                     | 28 950 kg          | 31 920 kg          | 32 320 kg               | 33 975 kg           | 34 325 kg               |
| Maksymalna masa startowa (MTOW) | 47 900 kg          | 54 420 kg          | 53 750 kg               | 54 470 kg           | 54 800 kg               |
| Liczba miejsc pasażerskich      | 102                | 102                | 102                     | 126                 | 126                     |
| Załoga w kokpicie               | 2                  | 2                  | 2                       | 2                   | 2                       |
| Prędkość przelotowa             | 820 km/h           | 820 km/h           | 820 km/h                | 820 km/h            | 820 km/h                |
| Zasięg                          | 3 150 km           | 4 100 km           | 4 100 km                | 2 200 km            | 2 200 km                |
| Pułap                           | 11 100 m           | 11 100 m           | 11 100 m                | 11 100 m            | 11 100 m                |
| Silniki                         | 2x Progress D436Т1 | 2x Progress D436T2 | 2x Rolls-Royce BR715-56 | 2x Progress D436T2  | 2x Rolls-Royce BR715-56 |

## Podobne samoloty
- Airbus A318
- An-148
- Boeing 717
- Boeing 737-500
- Bombardier CRJ-900
- Comac ARJ21
- Embraer 170
- Fokker 100
- Jak-42
- Suchoj SuperJet 100
- Tu-134